# 岩城光英
岩城 光英（いわき みつひで、1949年〈昭和24年〉12月4日 - ）は、日本の政治家。
法務大臣（第96代）、内閣官房副長官（第1次安倍改造内閣・福田康夫内閣・福田康夫改造内閣）、国土交通大臣政務官（第1次小泉第1次改造内閣）、参議院議院運営委員長（第61代）、自由民主党参議院政策審議会長、参議院議員（3期）、いわき市長（2期）、福島県議会議員（2期）、いわき市議会議員（2期）等を歴任した。

## 来歴

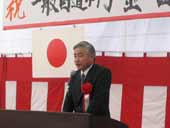
2005年、金曲バイパス開通式にて

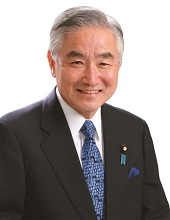
法務大臣時に公表された肖像写真

福島県いわき市生まれ。会津美里町で幼少期を過ごし、町立尾岐小学校に入学したが、父の転勤のため一日だけの在校で、小野町立小野新町小学校に転校した。いわき市立小名浜第二中学校、福島県立磐城高等学校、上智大学法学部法律学科卒業。大学卒業後、サントリーに入社する。1974年、父親の死去により出身地のいわき市へ戻り、警備員等の職を経て学習塾を経営。1979年、いわき市議会議員補欠選挙に立候補するも、落選した。翌年10月のいわき市議選で初当選し、市議を2期6年務める。1986年8月、2期目の任期途中に市議を辞職し、福島県議会議員補欠選挙に立候補し当選。1987年に福島県議に再選された。
1990年、中田武雄いわき市長の急病による市長選立候補断念を受け、同選挙公示直前にいわき市長選への立候補を表明し、10月の選挙で元日本社会党衆議院議員の上坂昇を破り、当選した（当時の東北地方最年少市長）。1994年、いわき市長再選。また、全国青年市長会会長も務めた。
2期目の任期途中の1997年、いわき市長を辞職。1998年、第18回参議院議員通常選挙に自由民主党公認で福島県選挙区（定数2）から立候補し、得票数2位で当選。この選挙では、自民党は現職の佐藤静雄、岩城の2人を擁立したが、野党系無所属（民主・社民・公明推薦）の佐藤雄平がトップ当選し、佐藤静雄は落選した。2002年、第1次小泉第1次改造内閣で国土交通大臣政務官（災害対策関係施策及び社会資本整備関係施策等の事務の担当）に任命される。
2007年8月、第1次安倍改造内閣で内閣官房副長官に任命され、福田康夫改造内閣まで務める。
2011年10月、中曽根弘文自由民主党参議院議員会長の下で、参議院政策審議会長に起用される（～2012年10月）。2012年より参議院議院運営委員長。2015年10月7日、第3次安倍第1次改造内閣で法務大臣に任命され、初入閣した。法務大臣就任後、靖国神社に参拝した。
2015年12月18日、2011年に神奈川県川崎市のアパートで3人を殺害し、裁判員裁判で死刑が確定した死刑囚を含む、死刑囚2名の刑を執行した。裁判員裁判で死刑判決が確定した死刑囚は7名いるが、死刑が執行されるのは初。
2016年3月25日、警察庁広域重要指定122号事件と久留米看護師連続保険金殺人事件の死刑囚2名の刑を執行した。
2016年の第24回参議院議員通常選挙において、福島県選挙区より立候補するものの野党統一候補の増子輝彦に敗れ落選。
2019年の第25回参議院議員通常選挙に向けては自民党公認の比例代表候補として立候補する意向を示していたが、2019年4月、党の公認を得られず最終的に立候補を見送った。
2021年12月、翌年7月の第26回参議院議員通常選挙に自民党を離党し、無所属で福島県選挙区から立候補する意向を示したが、2022年3月、保守分裂選挙を避けるよう自民党関係者からの要請を受け選挙区での立候補を取りやめ、4月15日に比例区で同党公認を得た。7月10日の投開票の結果、自民党は比例で18議席を獲得。岩城は得票数23位（特定枠を含むと25位）で落選した。7月11日、岩城は「今回の出馬は政治活動のけじめだった。もう選挙に出ることはないと思う」と述べ、政界引退を示唆した。

## 政策・主張
- 永住外国人への地方選挙権付与に反対[16]。

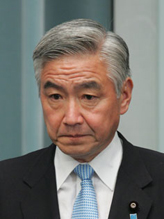
2008年（内閣官房副長官時）

- 選択的夫婦別姓制度の導入に反対[17]。「家族の絆を壊す制度には反対」としている[17]。一方、2016年の朝日新聞の調査では、選択的夫婦別姓制度への賛否について「どちらとも言えない」としている[18]。

## 政治資金
- 2005年、岩城が代表を務める自民党支部及び岩城の資金管理団体が、50万円分のパーティー券を購入していたコンサルティング会社から依頼され、受領した50万円を「パーティー券収入」ではなく「寄付」に訂正して政治資金収支報告書に記載していた[19]。岩城自身は2007年9月1日に首相官邸で記者会見し、虚偽記載については否定した[20]。
- 全国たばこ販売政治連盟や全国たばこ耕作者政治連盟といったたばこ関連団体から、2012年に10万円の政治献金を受けている[21]。
- 2021年11月26日、福島県選挙管理委員会が前年分の政治資金収支報告書を公表。これにより、岩城が代表を務める「自民党福島県ふるさと振興支部」が2020年に新型コロナウイルス対策の雇用調整助成金（雇調金）を4回にわたり、計147万4,292円受け取っていたことが明らかとなった。また、子供がいる女性スタッフがいるとして、新型コロナで臨時休校・休園になった小学校や保育園などの保護者を対象に申請できる両立支援等助成金についても27万9,538円も受給していたことも明らかとなった[22][23]。

## 人物
- 日本トライアスロン連合の前会長であり、自身も現役選手として地元福島県の大会に出場するアスリートでもある[2]。
- 高校在学中は生徒会副会長や史学クラブ部長を務めた[2]。
- 上智大学では合気道部主将を務める。合気道三段[2]。
- 恐竜をイメージした「ミッシー」というシンボルマークがある[24]。
- 「プー太」という名前のフレンチブルドッグを飼っている[24]。

## 所属団体・議員連盟

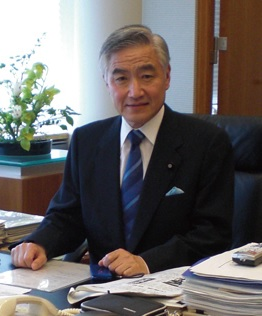
2016年

### 自民党
- 道州制推進本部（顧問）
- 地域再生戦略調査会（副会長）
- スポーツ立国調査会（副会長）
- 科学技術・イノベーション戦略調査会（副会長）
- 東日本大震災復興加速化本部（副本部長）
- 参議院自民党政策審議会・原発被害からの福島復興委員会（委員長）

### 議員連盟
- 神道政治連盟国会議員懇談会[25]
- みんなで靖国神社に参拝する国会議員の会[25]
- 自民党国際人材議員連盟（副会長）
- いのちを守る森の防潮堤推進議員連盟（会長）
- 参議院自民党日・ハワイ友好議員連盟（名誉会長）
- 参議院日墺友好議員連盟（会長）
- 日独友好議員連盟（副会長）
- 国際人材議員連盟（副会長）
- 自転車活用推進議員連盟（事務局長）
- TPP交渉における国益を守り抜く会

### スポーツ関係
- 日本トライアスロン連合（前会長）
- 日本サイクリング協会（理事）
- 和道流空手道連盟（最高顧問）
- 福島県自転車競技連盟（会長）
- 福島マスターズ陸上競技連盟（名誉会長）
- いわき市剣道連盟（顧問）
- 福島県野球連盟いわき支部（顧問）
- 福島航空少年団（名誉団長）

## 死刑執行命令数
- 302日の法務大臣在任中、大阪連続バラバラ殺人事件（警察庁広域重要指定122号事件の死刑囚や、久留米看護師連続保険金殺人事件の女性死刑囚ら、計4名の死刑囚（死刑確定者）に対する死刑執行を命令した。

## 著作
- 「ひたむきに50年、草の根から20年」[2]
- 「青年よ故郷に帰って市長になろう（共著）」[2]